# Naissance en 1206
Naissance
- 1202
- 1203
- 1204
- 1205
- 1206
- 1207
- 1208
- 1209
- 1210

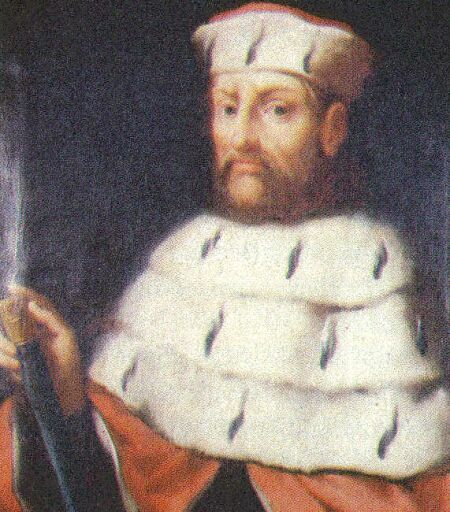
Othon II de Bavière, né en 1206.

Cette page dresse une liste de personnalités nées au cours de l'année 1206 :
- 7 avril : Othon II de Bavière, comte palatin du Rhin et duc de Bavière.

- Godan Khan, prince mongol.
- Güyük, troisième khagan suprême des Mongols.
- Henri II de Courtenay-Namur, marquis de Namur.
- Il-yeon, écrivain coréen.
- John le Scot, lord de Garioch, comte de Huntingdon puis 7e comte de Chester (en Angleterre) :  prince écossais, héritier présomptif du trône d'Écosse.
- Conrad de Thuringe, 5e Grand maître de l'ordre Teutonique.

date incertaine (vers 1206)
- Philippe Ier de Montfort-Castres,  seigneur de la Ferté-Alais, de Bréthencourt et seigneur de Castres-en-Albigeois, seigneur de Toron et seigneur de Tyr.

## Crédit d'auteurs
- Cet article est partiellement ou en totalité issu de l'article intitulé « 1206 » (voir la liste des auteurs).